# Fundacja im. Heinricha Bölla

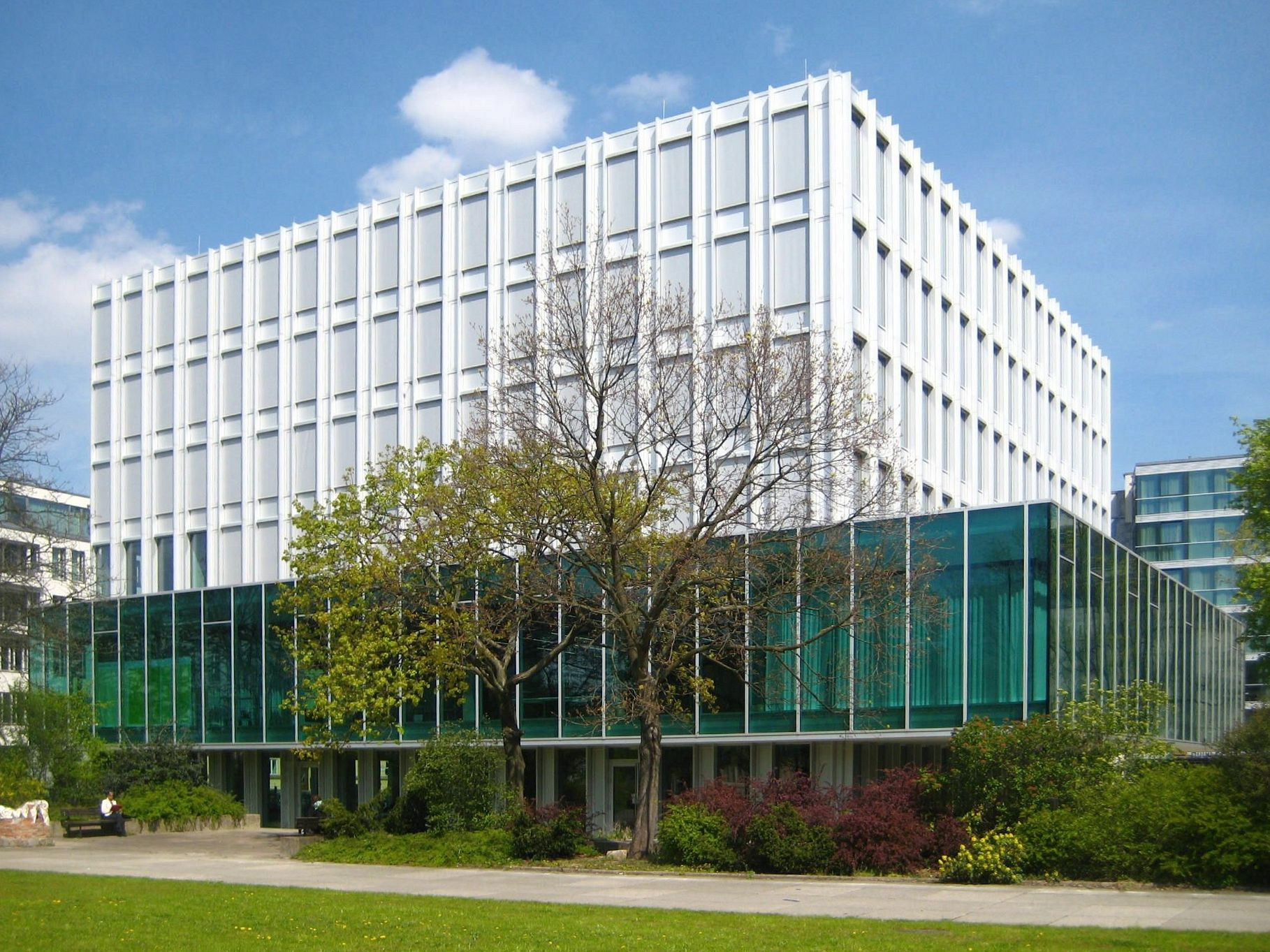
Siedziba Fundacji w Berlinie, Schumannstraße 8

Fundacja im. Heinricha Bölla (niem. Heinrich-Böll-Stiftung e. V.) – niemiecka fundacja o profilu lewicowo-liberalnym i proekologicznym, bliska ideowo partii Zielonych. Fundacja jest prawnie niezależnym bytem o statusie zarejestrowanego stowarzyszenia. Finansowo i organizacyjnie, jak wszystkie niemieckie fundacje polityczne, jest niezależna od partii, przy której została afiliowana w celu prowadzenia edukacji obywatelskiej i promocji społeczeństwa obywatelskiego. Niemieckie fundacje polityczne finansowane są z funduszy publicznych. Wielkość dofinansowania ministerialnego zależy od wyników danej partii politycznej w Bundestagu w ostatnich dwóch wyborach. Fundacja im. Heinricha Bölla została założona w 1997 r.

## Cele fundacji i ich realizacja
Fundacja im. Heinricha Bölla jest częścią globalnego politycznego ruchu „zielonych”, rozwijającego się od lat 80. Opisuje samą siebie jako laboratorium zielonych idei i projektów, think tank na rzecz reform politycznych oraz międzynarodową sieć. Głównym celem Fundacji jest wspieranie edukacji obywatelskiej zarówno w Niemczech, jak i za granicą, co oznacza promowanie demokratycznego zaangażowania, aktywności społeczno-politycznej, jak również ponadkulturowego porozumienia. Fundacja zapewnia również wsparcie dla sztuki, kultury, nauki, badań naukowych oraz współpracy na rzecz rozwoju. U podstaw jej działań leżą fundamentalne wartości polityczne: ekologia, demokracja, solidarność i niestosowanie przemocy.
Za zgodą rodziny Heinricha Bölla oraz niemieckiej partii Związek 90/Zieloni Fundacja nosi imię pisarza, który uosabiał istotne dla niej wartości, wyrażone w misji organizacji – odwagę obrony własnych przekonań, zachętę do angażowania się w sprawy publiczne oraz bezwarunkowe wspieranie godności ludzkiej oraz praw człowieka. Böll propagował obywatelską aktywność polityczną oraz współuczestnictwo w życiu politycznym zgodnie ze swoim słynnym mottem „Wtrącanie się jest jedynym sposobem na pozostanie realistą”.
Fundacja im. Heinricha Bölla ma około 180 etatowych pracowników oraz blisko 320 członkiń i członków świadczących pomoc materialną i niematerialną. Od 2002 r. zarządem Fundacji kierują Ralf Fücks i Barbara Unmüßig, a funkcję dyrektorki zarządzającej sprawuje Livia Cotta. W listopadzie 2016 r. Barbara Unmüßig została ponownie wybrana na kolejną kadencję, a Ellen Ueberschär zostanie następczynią Ralfa Fücksa od lipca 2017 r.
Współpraca Fundacji im. Heinricha Bölla ze zagranicznymi partnerami w zakresie programów edukacji społeczno-politycznej ma charakter długoterminowy. Dodatkowymi ważnymi instrumentami międzynarodowej współpracy są programy wyjazdowe, wpływające na poszerzenie wymiany doświadczeń i rozwijanie kontaktów politycznych, jak również podstawowe i zaawansowane programy szkoleniowe dla zaangażowanych aktywistów. Biura w 32 krajach realizują projekty dotyczące zrównoważonego rozwoju, polityki klimatycznej i energetycznej, demokracji płci, praw człowieka, transatlantyckiego dialogu, sztuki i kultury.

## Historia
Na początku lat 80. w ówczesnej RFN przy Partii Zielonych powstały państwowe fundacje. W 1983 roku nie powiodła się próba utworzenia fundacji ogólnokrajowej, jednak kilka lat później powstały trzy stowarzyszenia, odzwierciedlające różne nurty polityczne tęczowej koalicji: feministyczny instytut Frauenanstiftung, federacja regionalnych fundacji Buntstift oraz Fundacja im. Heinricha Bölla z Kolonii. Następnie powołano organizację parasolową Regenbogen, której zadaniem była koordynacja działań tych trzech odrębnych instytucji. W 1988 r. Partia Zielonych uznała ją za swoją fundację polityczną, tym samym uprawniając ją do otrzymywania finansowania z budżetu państwa.
W marcu 1996 roku na konwencji Partii Zielonych postulowano połączenie odrębnych podmiotów, a wniosek ten został poparty znaczną większością głosów. Statut zjednoczonej organizacji określał główne obszary działania – demokrację płci oraz zagadnienia dotyczące migracji i różnorodności. Po dalszych dyskusjach nowa fundacja przyjęła nazwę jednej ze swoich poprzedniczek – Fundacji im. Heinricha Bölla – i rozpoczęła działalność 1 lipca 1997 roku w Berlinie na terenie Hackesche Höfe. W 2008 roku organizacja przeniosła się do swojej obecnej siedziby w berlińskiej dzielnicy rządowej. Jej nowy, energooszczędny budynek zaprojektowała firma e2a eckert eckert architekten z Zurychu, a inspiracją dla jego konstrukcji były dwa zrealizowane obiekty: Miesa van der Rohe – Farnsworth House oraz budynek Seagram.

## Organizacja

### Centrala i biura w Niemczech
Obecna centrala Fundacji w centrum Berlina (od 2008 r.) obejmuje powierzchnię ok. 7000 m², oferując nowoczesną przestrzeń biurową dla ok. 185 pracowników. Centrum konferencyjne może pomieścić do 300 osób w różnych konfiguracjach, dzięki czemu możliwe jest organizowanie tu dużych, kilkudniowych konferencji.
Fundacja podkreśla, że pod względem konstrukcji jej siedziba to przykład „ekologicznej awangardy” wśród nowatorskiego projektowania pomieszczeń konferencyjnych. Zużycie energii w budynku, kształtujące się na poziomie 55,7 kWh/m², jest niższe niż połowa dopuszczalnego prawnie limitu. We współpracy z Grammer Solar zainstalowano na dachu system fotowoltaiczny, który w skali roku generuje ok. 53 000 kWh energii i zasila system ciepłowniczy dzielnicy. W budynku zastosowano ponadto chłodnicę adiabatyczną do klimatyzacji pomieszczeń. System ten wykorzystuje około dziesięciokrotnie mniej energii niż konwencjonalne rozwiązania. Do ogrzewania pomieszczeń w budynku służy ciepło wytwarzane przez serwery sieci komputerowej. Jako wyraz uznania dla tego innowacyjnego projektu, znacznie podnoszącego wydajność energetyczną systemów informatycznych, Fundacja otrzymała nagrodę Green CIO Award. Wreszcie atrium oraz dziedziniec wewnętrzny budynku wytwarzają naturalne prądy konwekcyjne, które służą do wentylacji budynku przez cały rok
Fundacja im. Heinricha Bölla prowadzi lokalne biura we wszystkich 16 krajach związkowych Niemiec. Są to niezależne i stowarzyszone podmioty, które wdrażają programy na rzecz społeczności lokalnych oraz regionalnych w obszarach takich jak ekologia, demokracja, migracja czy demokracja płci. Działalność nie ogranicza się jednak do zagadnień regionalnych czy ogólnokrajowych, a niektóre projekty współpracy mają zasięg międzynarodowy. Mimo swojego niezależnego statusu prawnego wszystkie oddziały landowe wchodzą w skład struktury Fundacji i są związane jej statutem (np. mają obowiązek działać na rzecz dobra publicznego czy przestrzegać kwot w zatrudnianiu kobiet).

#### Program stypendialny
Poza działalnością w sferze polityki i kultury centrala Fundacji im. Heinricha Bölla w Berlinie oferuje także stypendia dla studentów i studentek oraz doktorantów i doktorantek uczelni niemieckich. Są one dostępne we wszystkich dyscyplinach akademickich, a ich liczba sięga ok. 1000 stypendiów rocznie. Od kandydatów i kandydatek oczekuje się wysokiego poziomu akademickiego, podejmowania działań na rzecz swoich społeczności, zainteresowania zagadnieniami politycznymi i społecznymi oraz wspierania ideałów propagowanych przez Fundację.
W swoim sprawozdaniu rocznym Fundacja napisała:
„W 2015 roku w ramach programu stypendialnego Fundacji spośród 2023 zgłoszeń wybrano 194 nowych stypendystów i stypendystek. W ubiegłym roku wsparcie finansowe otrzymało łącznie 978 studentów i studentek studiów I i II stopnia, a także 215 doktorantów i doktorantek (w tym 58% kobiet i 42% mężczyzn). W wybranej grupie 308 stypendystów i stypendystek (28%) miało korzenie imigranckie, a 460 (42%) pochodziło z rodzin, których członkowie nie posiadali wykształcenia wyższego. 28% osób pochodziło spoza Unii Europejskiej, w głównej mierze Rosji, Syrii, Iranu i Egiptu”.
Oprócz programu stypendialnego dla studentów i studentek na uczelniach niemieckich Fundacja im. Heinricha Bölla oferuje także trzy miejscowe programy stypendialne (sur place) dla niemających korzeni niemieckich studentów i studentek w Rosji, na Południowym Kaukazie (w Armenii, Azerbejdżanie i Gruzji) oraz w Ameryce Środkowej i na Karaibach. Środki na finansowanie tych programów pochodzą z Ministerstwa Współpracy Gospodarczej i Rozwoju oraz Ministerstwa Spraw Zagranicznych Niemiec.

### Instytut im. Gundy Werner
Instytut im. Gundy Werner (Gunda-Werner-Institut) na rzecz feminizmu i uwzględniania perspektywy płci w demokracji (gender democracy) powstał w 2007 roku, po połączeniu się Instytutu Feministycznego Fundacji oraz Wspólnej Grupy Roboczej na rzecz Uwzględniania Perspektywy Płci w Demokracji. Instytut koncentruje się na prawach kobiet jako prawach człowieka, upolitycznieniu zagadnień płci kulturowej, refleksji feministycznej oraz koncepcjach demokracji płci, a także dyskursie na styku nauki, polityki i społeczeństwa obywatelskiego.
Programy realizowane przez Instytut, w tym konferencje i publikacje, poruszają zagadnienia takie jak związki między bezpieczeństwem człowieka a bezpieczeństwem kobiet,[45] zmieniająca się rola rezolucji Rady Bezpieczeństwa ONZ nr 1325 dotyczącej kobiet, pokoju i bezpieczeństwa, aspekty polityki płci w obszarze rozliczeń okresu zmian ustrojowych w tzw. społeczeństwach pokonfliktowych, debaty wokół kwestii płci i nauki, a także zagadnienia dotyczące praw seksualnych i reprodukcyjnych.

### Archiwa naukowo-badawcze
Fundacja im. Heinricha Bölla prowadzi w Berlinie dwa archiwa: Archiv Grünes Gedächtnis (Archiwum Zielonej Pamięci) oraz Petra-Kelly-Archiv (Archiwum Petry Kelly), a ponadto wspiera Heinrich-Böll-Archiv (Archiwum Heinricha Bölla) w Kolonii.
- Archiwum Zielonej Pamięci gromadzi dokumenty dotyczące historii niemieckiej Partii Zielonych oraz nowych ruchów społecznych w Niemczech, w tym materiały dotyczące ruchów ekologicznych, antynuklearnych, feministycznych i pokojowych w Niemczech Zachodnich po roku 1968, a także ruchu na rzecz praw obywatelskich w Niemczech Wschodnich. Oprócz oficjalnych dokumentów partii politycznych oraz dokumentów przekazanych przez działaczy i działaczki lub ich spadkobierców archiwum posiada obszerne zbiory plakatów kampanijnych, fotografii, treści internetowych oraz nagrań audio i wideo[31].
- Archiwum Petry Kelly gromadzi i przechowuje elementy dziedzictwa politycznego tej działaczki i polityczki, w tym materiały dotyczące międzynarodowych ruchów walczących z bronią jądrową oraz działających na rzecz rozbrojenia, pokoju, praw człowieka i emancypacji[32]
- Archiwum Heinricha Bölla gromadzi i dokumentuje wszystko, co dotyczy życia i twórczości tego niemieckiego laureata Nagrody Nobla w dziedzinie literatury. We współpracy z Miejskim Archiwum Historycznym w Kolonii oraz osobami upoważnionymi do zarządzania majątkiem Heinricha Bölla, Archiwum zbiera i indeksuje wszystkie dzieła i prace pisarza oraz publikacje na jego temat. Od 2002 r. Archiwum współredaguje ponadto krytyczną edycję dzieł Heinricha Bölla[33][34].

### GreenCampus
GreenCampus to nazwa organizowanej przez Fundację im. Heinricha Bölla akademii szkoleń politycznych i kształcenia ustawicznego. Od 2006 r. oferuje szkolenia w zakresie zarządzania w polityce oraz zagadnień różnorodności płci dla osób zajmujących się polityką, wolontariatem, aktywizmem czy profesjonalną organizacją wydarzeń.

### Nagrody
Fundacja im. Heinricha Bölla sponsoruje szereg nagród, takich jak m.in.:
- Nagroda im. Petry Kelly (dwa razy do roku)

Nagroda im. Petry Kelly jest przyznawana od 1998 roku osobom i organizacjom społeczeństwa obywatelskiego za wyjątkowe zaangażowanie w działania na rzecz praw człowieka, środowiska naturalnego oraz rozwiązywania konfliktów bez użycia przemocy. Kwota nagrody wynosi 10 000 euro.[55] Laureatami i laureatkami nagrody zostali dotychczas m.in. Organizacja Narodów i Ludów Niereprezentowanych, Ingrid Betancourt, Wangari Maathai oraz Zhang Sizhi.[56]
- Nagroda im. Hannah Arendt (co roku)

Od 1995 roku nagroda im. Hannah Arendt (Hannah-Arendt-Preis) jest przyznawana osobom, które odkrywają i analizują ważne, lecz w dużym stopniu pomijane aspekty bieżących wydarzeń politycznych oraz angażują się w debatę polityczną. Kwota nagrody wynosi 7500 euro, a jej fundatorem są władze Bremy oraz Fundacja im. Heinricha Bölla z Bremy.[57] Dotychczas wręczono ją m.in. Ágnes Heller, François Furetowi, Massimo Cacciariemu, Michaelowi Ignatieffowi, Juli Kristevej, Tony‘emu Judtowi oraz Timothy‘emu D. Snyderowi.
- Pokojowa Nagroda Filmowa (co roku)

Pokojowa Nagroda Filmowa (Friedensfilmpreis) jest stałym elementem Festiwalu Filmowego w Berlinie od 1986 r. Jest to jedyna nagroda pokojowa w ramach największych festiwali filmowych. Kwota nagrody wynosi 5000 euro. Laureaci i laureatki otrzymują także statuetkę z brązu zaprojektowaną przez Otmara Alta.[59] Wśród wyróżnionych twórców i twórczyń można wymienić m.in. takie osoby jak Marcel Ophüls za film Hôtel Terminus: The Life and Times of Klaus Barbie, Michael Winterbottom za dzieło In This World oraz Bille August za Goodbye Bafana.[60]
- Nagroda Kobieca im. Anne Klein (co roku)

Nagroda Kobieca im. Anne Klein (Anne-Klein-Frauenpreis) powstała w 2012 r. dla upamiętnienia feministycznej prawniczki i polityczki Anne Klein (1950–2011) i jest finansowana dzięki hojnej darowiźnie pozostawionej przez nią w testamencie. Nagroda jest przyznawana kobietom, których ponadprzeciętne zaangażowanie wspiera realną obecność zagadnień płci w demokracji i które walczą z dyskryminacją ze względu na płeć oraz homofobią.[61] Laureatki: Nomarussia Bonase walcząca o prawa kobiet, pojednanie i sprawiedliwość w RPA; Gisela Burckhardt, założycielka FEMNET e.V chroniącej prawa pracownic w globalnym przemyśle tekstylnym, Nebahat Akkoc za przeciwdziałanie przemocy.

## Biura zagraniczne

### Przedstawicielstwo w Polsce

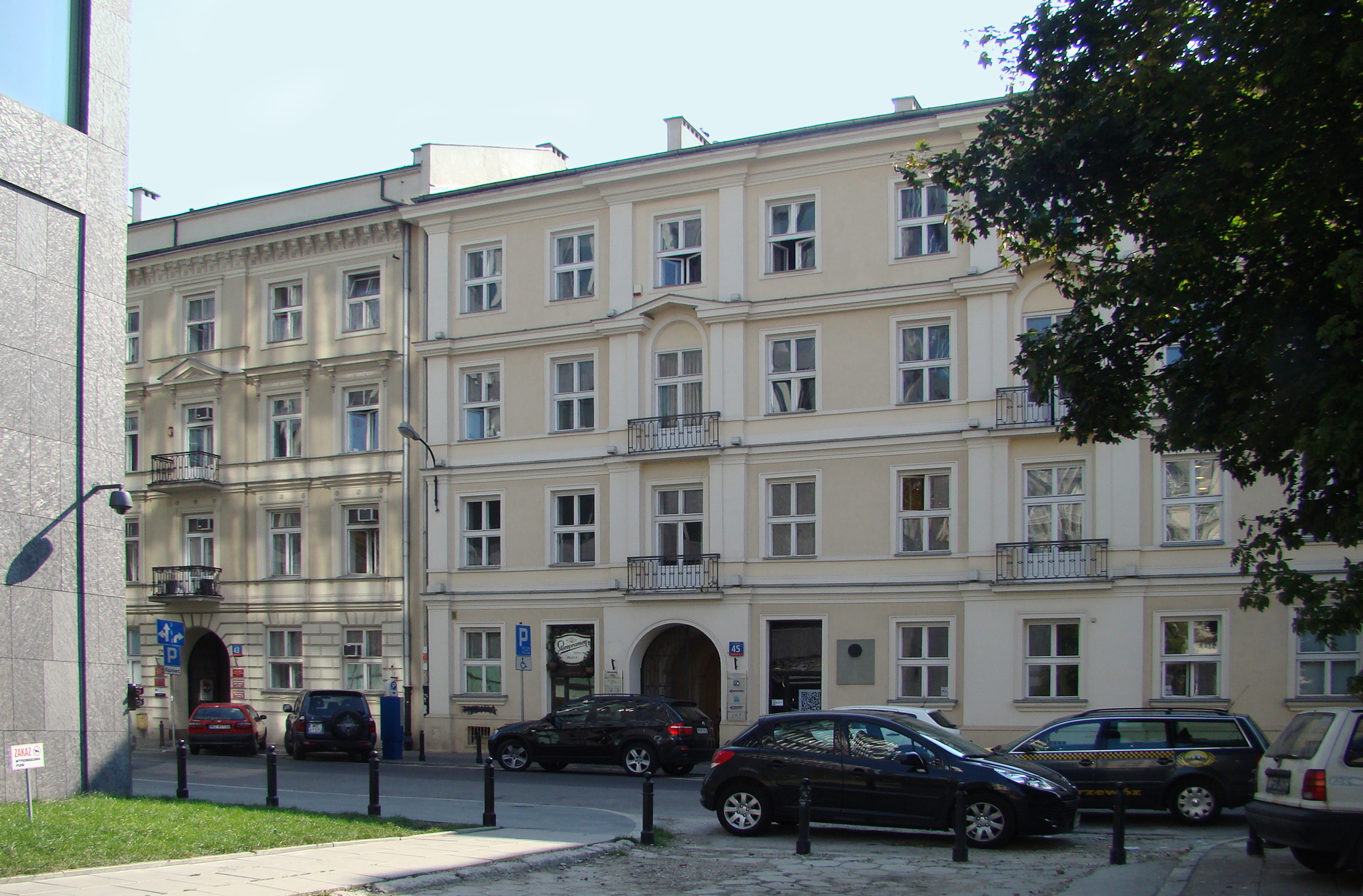
Siedziba warszawskiego oddziału Fundacji, ul. Żurawia 45

Biuro Regionalne Europa Centralna Fundacji im. Heinricha Bölla w Polsce rozpoczęło swoją działalność na początku 2002 roku. Pierwsze projekty dotyczyły polityki kobiet w Polsce, Czechach i na Słowacji. W roku 2003 zadania Biura zostały rozszerzone o tematy takie jak integracja europejska, wspólna polityka zagraniczna i bezpieczeństwa Unii Europejskiej, polityka energetyczna i ochrona klimatu. W latach 2002–2005 w ramach „Konkursu małych grantów” wsparcie otrzymały 23 projekty polskich, czeskich i słowackich organizacji kobiecych, ekologicznych i działających na rzecz praw człowieka. Od 2004 roku biuro warszawskie było odpowiedzialne za zielonopolityczne aktywności na Ukrainie i przyczyniło się do otworzenia biura w Kijowie w 2008 roku oraz aktywnie wspiera rozwój demokracji i organizacje pozarządowe na Ukrainie. W ramach dwuletniego programu „Zintegrowany rozwój obszarów wiejskich” przyznawało stypendia dla studentek i studentów różnych kierunków piszących prace magisterskie na temat obszarów wiejskich.
Aktualnie warszawskie przedstawicielstwo koncentruje się na trzech obszarach działania:
1. Program Demokracja & Prawa Człowieka towarzyszy wyzwaniom społecznym w krajach Unii Europejskiej, promując równe szanse i prawa bez względu na płeć, wiek, pochodzenie, orientację seksualną czy wyznanie. Wspiera działania na rzecz pluralizmu i partycypacji obywatelskiej, inkluzywnej demokracji i różnorodności społecznej.
2. Program Polityka Międzynarodowa tworzy przestrzeń do dyskusji o przyszłości i kierunkach rozwoju wspólnej europejskiej polityki zagranicznej i bezpieczeństwa. Analizuje wyzwania dotyczące wschodniego sąsiedztwa UE, jak również pogłębienie współpracy polsko-niemieckiej w tym obszarze. W relacjach międzynarodowych podkreśla znaczenie praw człowieka, kwestii genderowych oraz współpracy instytucji i struktur międzynarodowych.
3. Program Energia & Klimat ma na celu pogłębienie dyskursu na temat wyzwań w obszarze transformacji energetycznej i zmian klimatycznych zarówno w kontekście europejskim, jak i globalnym. Kluczowymi elementami programu są działania na rzecz długofalowej modernizacji ekologicznej, zwłaszcza promowanie odnawialnych źródeł energii i efektywności energetycznej.
Warszawskie biuro Fundacji mieści się przy ul. Żurawiej 45. Funkcję kierowniczą sprawowali Agnieszka Rochon (2002-2010), Wolfgang Templin (2010-2013), Irene Hahn-Fuhr (2014-2019). Od 2019 r. funkcję dyrektorki biura pełni Joanna Maria Stolarek.

### Przedstawicielstwa w innych państwach[42]
Fundacja im. Heinricha Bölla utrzymuje obecnie 32 biura zagraniczne. W wielu przypadkach projekty realizowane przez poszczególne biura nie ograniczają się do kraju ich siedziby, ponieważ wiele placówek odpowiada za aktywności na poziomie regionalnym. Fundacja wspiera i przeprowadza łącznie przeszło 100 projektów w ponad 60 krajach świata.
Biura zagraniczne działały przed formalnym scaleniem Fundacji w obecnym kształcie w 1997 r. Jedne z pierwszych powstały w Pradze w 1990 r. i Pakistanie w 1993 r. oraz rok później w Turcji i Kambodży. Wkrótce potem – w 1995 r. – otwarto placówki w Rosji, Czechach, Nigerii oraz Salwadorze (dla Ameryki Środkowej).
Na przestrzeni lat zamknięto tylko jedną placówkę – w Etiopii. Fundacja zaprzestała prowadzenia działalności w tym kraju w 2012 r., gdyż warunki podyktowane przez etiopskie władze „w kwietniu 2012 r. potwierdziły, iż niezależna działalność polityczna nie byłaby możliwa (...) a Fundacja im. Heinricha Bölla napotykałaby na bardzo duże ograniczenia swojej działalności. (...) W tych okolicznościach etiopskie biuro Fundacji im. Heinricha Bölla nie może w najbliższej przyszłości wypełniać swojej misji promowania demokratyzacji, sprawiedliwego traktowania osób różnej płci czy zrównoważonego rozwoju. (...) Zamknięcie biura Fundacji w Etiopii należy więc traktować również jako znak protestu wobec nadal istniejących w tym kraju ograniczeń w sferze praw człowieka i demokracji”.
Na początku 2013 r. dyrekcja biura Fundacji w Afganistanie została odwołana ze względów bezpieczeństwa. Biuro kontynuuje jednak swoją działalność dzięki wsparciu lokalnego personelu.
Na czele biur zagranicznych Fundacji stoi zazwyczaj obywatel lub obywatelka Niemiec, oddelegowani do danego kraju. Wspierają ich pracownicy i pracownice lokalni oraz – w niektórych przypadkach – inni eksperci i ekspertki niemieccy. Wśród znanych postaci, które kierowały biurami zagranicznymi, można wymienić takie osoby jak Milan Horácek (Praga) czy Kerstin Müller (Tel Awiw).
Azja
- Biuro Chiny, Pekin, od 2006
- Biuro Azja Południowo-Wschodnia, Tajlandia, Bangkok, od 1999
- Biuro Azja Południowo-Wschodnia, Birma, Rangun, od 2015
- Biuro Kambodża, Phnom Penh, od 1994
- Biuro Pakistan, Islamabad, 1993
- Biuro Afganistan, Kabul, od 2006
- Biuro Indie, Nowe Delhi, od 2001
- Biuro Bliski Wschód, Izrael, Tel Aviv, od 1998
- Biuro Bliski Wschód, Ramallah, Palestyna, od 1999
- Biuro Bliski Wschód, Bejrut, Liban, od 2004

Afryka
- Biuro Afryka Południowa, Kapsztad, Afryka Południowa, od 1997
- Biuro Afryka Wschodnia, Nairobi, Kenia, od 1997
- Biuro Afryka Północna, Tunezja, Tunis, od 2012
- Biuro Afryka Północna, Maroko, Rabat, od 2014
- Biuro Etiopia, Addis Abeba, 2006-2012
- Biuro Nigeria, Abudża, od 1995

Ameryka Północna
- Biuro regionalne Ameryka Północna, USA, Waszyngton, od 1998

Ameryka Środkowa
- Biuro regionalne Meksyk, Ciudad de México, od 2004
- Biuro regionalne Salwador, San Salvador, od 1995

Ameryka Południowa
- Biuro krajowe Brazylia, Rio de Janeiro, od 2000
- Biuro regionalne Chile, Cono Sur, Santiago, od 2008

Europa
- Biuro regionalne Unia Europejska, Bruksela (Belgia), od 1998
- Biuro Francja, Paryż, od 2016
- Biuro Polska, Warszawa, od 2002
- Biuro Czechy, Praga, od 1995
- Biuro Turcja, Stambuł, od 1994
- Biuro regionalne Południowy Kaukaz, Gruzja, Tbilisi, od 2003
- Biuro Rosja, Moskwa, od 1995
- Biuro Ukraina, Kijów, od 2008
- Biuro regionalne Serbia/Europa Południowo-Wschodnia, Belgrad, od 2001
- Biuro Bośnia i Hercegowina, Sarajewo, od 1999
- Biuro Chorwacja, Zagrzeb, od 1999
- Biuro Grecja, Saloniki, od 2012

## Wybrane publikacje
- Soil Atlas: Facts and figures about earth, land and fields [Atlas gleb. Fakty i liczby na temat ziemi, gruntów i pól]. Atlas ten, opublikowany w 2015 r. we współpracy z Institute for Advanced Sustainability Studies, ukazuje wzajemne relacje między rosnącym zapotrzebowaniem ludzkości na żywność a kurczeniem się zasobów gleby[46].
- Big Oil, Coal and Gas Producers Paying for their Climate Damage [Wielcy producenci ropy, węgla i gazu płacą za spowodowane przez siebie zniszczenia klimatu]. Książka ta, opublikowana we współpracy z Climate Justice Programme (CJP), proponuje nową metodę finansowania adaptacji do zmian klimatycznych, czyli podatek od paliw kopalnych, który będzie obowiązkowo płacony przez 90 największych trucicieli powietrza, odpowiedzialnych za dwie trzecie łącznych emisji dwutlenku węgla do atmosfery[47].
- Meat Atlas [Atlas Mięsa] to raport na temat konsumpcji mięsa oraz przemysłu mięsnego, publikowany we współpracy z BUND, Friends of the Earth oraz Le Monde diplomatique[48][49][50][51][52].
- Atlas Węgla pokazuje wpływ energetyki węglowej na zdrowie, środowisko, politykę, prawa człowieka i rynek pracy. Analizuje obecny system energetyczny oraz sposobu eksploatacji surowców, a tym samym refleksji nad całym modelem gospodarczym i konsumpcyjnym[53][54][55][56].
- Fakty o niemieckiej transformacji energetycznej przedstawia fakty i twarde dane pochodzące z oficjalnych ministerialnych publikacji i uznanych instytutów jak Agora Energiewende czy Agentur für Erneuerbare Energien wyjaśniając, na czym rzeczywiście polega Energiewende[57].
- Przemoc ekonomiczna w związkach. Diagnoza zjawiska i dyskusja o przeciwdziałaniu naświetla problem przemocy ekonomicznej w Polsce na tle innych państw oraz dotychczasowe starania polskich służb ukierunkowane na przeciwdziałanie temu zjawisku. Raport podsumowuje najważniejsze zagadnienia systemowe dotyczące walki z przemocą ekonomiczną oraz proponuje rekomendacje dla instytucji państwowych i wymiaru sprawiedliwości[58][59][60].
- Wolność artystyczna. Praktyczny przewodnik wyjaśnia podstawowe regulacje chroniące wolność twórczości artystycznej, przepisy, które mogą być wykorzystywane do tłumienia kontrowersyjnej obyczajowo czy niewygodnej politycznie sztuki. Wskazuje też, jakich argumentów mogą używać twórcy, aby odeprzeć zarzuty naruszenia prawa oraz podaje przykłady spraw, w których artystom udało się skutecznie przed takimi zarzutami obronić[61][62][63].
- Diverging Voices, Converging Policies: The Visegrad States’ Reactions to the Russia-Ukraine Conflict [Rozbieżne głosy, zbieżne polityki: reakcje krajów Grupy Wyszehradzkiej na konflikt rosyjsko-ukraiński] bada postawy Polski, Czech, Słowacji i Węgier wobec kryzysu rosyjsko-ukraińskiego, z uwzględnieniem spuścizny historycznej, dyskursu publicznego, relacji gospodarczych oraz polityki energetycznej i zagranicznej[64][65].
- Prawa człowieka – współczesne wyzwania międzynarodowe to raport pod redakcją dr. Adama Bodnara analizujących prawa i wolności człowieka w kontekście unijnych i globalnych procesów politycznych, odpowiedzialności władzy, kontroli obywatelskiej oraz perspektywy równości płci[66][67].
- Atlas mięsa 2022 Fakty i dane na temat zwierząt, które zjadamy – zbiór aktualnych danych i faktów dotyczących konsumpcji, produkcji, przetwórstwa i handlu mięsem. Publikacja wyjaśnia problematyczny charakter hodowli zwierząt gospodarskich i wskazuje jej społeczne, etyczne i środowiskowe konsekwencje[68].

### Anglojęzyczne serie wydawnicze/czasopisma
- Perspectives Africa[69]
- Perspectives Asia[70]
- Perspectives Middle East[71]
- Perspectives Southeastern Europe[72]
- Perspectives Turkey[73]